# Every Hero Needs a Villain
Every Hero Needs a Villain è il secondo album del gruppo hip hop statunitense Czarface, pubblicato nel 2015.
Su Metacritic ha un rating di 79/100.
| Recensione   | Giudizio |
| ------------ | -------- |
| Exclaim!     | [ 2 ]    |
| Boston Globe | [ 2 ]    |
| HipHopDX     | [ 2 ]    |
| RapReviews   | [ 2 ]    |

## Tracce
1. Don the Armor – 1:18
2. Czartacus – 2:37
3. Lumberjack Match – 2:46
4. Nightcrawler (featuring Method Man) – 3:22
5. World Premier (featuring Large Professor) – 2:50
6. The Great (Czar Guitar) – 2:25
7. Red Alert – 3:46
8. Junkyard Dogs (featuring JuJu) – 3:33
9. Sgt. Slaughter – 2:10
10. When Gods Go Mad (featuring GZA) – 4:16
11. Ka-Bang! (featuring MF Doom) – 2:52
12. Deadly Class (featuring Meyhem Lauren) – 2:59
13. Escape from Czarkham Asylum – 8:18
14. Sinister – 2:59
15. Good Villains Go Last (featuring R.A. the Rugged Man) – 3:52
16. Deviatin' Septums (Digital Exclusive) – 2:49
17. Sinister (Revenge of Yorgo Remix) (Digital Exclusive) – 2:11

## Classifiche
| Classifica (2015)         | Posizione massima |
| ------------------------- | ----------------- |
| US Independent Albums     | 19                |
| US Top Rap Albums         | 15                |
| US Top R&B/Hip-Hop Albums | 15                |